# David Paravian
David Artourovitch Paravian (en russe : Давид Артурович Паравян)  est un joueur d'échecs russe né le 8 mars 1998.
Au 1er février 2020, il est le 31e joueur russe et le 150e joueur mondial avec un classement Elo de 2 629 points.

## Biographie et carrière
En 2015, Paravian finit deuxième au départage du championnat d'échecs de Moscou derrière Iouri Elisseïev.
Grand maître international depuis 2017, il termina à la 1re-4e place du mémorial Tchigorine en 2017 avec 7,5 points sur 9 (deuxième au départage).
En janvier 2020, il remporte le festival d'échecs de Gibraltar après avoir battu Wang Hao en finale des départages.
Lors de la Coupe du monde d'échecs 2021, il bat le Tunisien Mohamed Tissir au premier tour, puis l'Américain Alexander Onischuk au deuxième tour et est battu par Maxime Vachier-Lagrave après les départages du troisième tour.
| Année | Lieu   | Résultat       | Ultime adversaire      | Adversaires battus                 |
| ----- | ------ | -------------- | ---------------------- | ---------------------------------- |
| 2021  | Sotchi | troisième tour | Maxime Vachier-Lagrave | Mohamed Tissir, Alexander Onischuk |
| 2023  | Bakou  | deuxième tour  | Matthias Blübaum       | Trần Thanh Tú                      |